# Natcom
Natcom là tên gọi tắt của hai cụm từ tiếng Anh National (Quốc gia) và Telecom (Viễn thông), là nhà mạng viễn thông có trụ sở chính tại Port-au-Prince, Haiti. 
Đây là thị trường thứ ba sau Lào và Campuchia mà Viettel đầu tư ra nước ngoài. Sau hơn một năm khai trương tại thị trường này, Natcom đã trở thành mạng di động với mạng lưới hạ tầng đứng đầu Haiti. Đây đồng thời cũng là doanh nghiệp đầu tiên xây dựng mới toàn bộ hạ tầng mạng cáp quang cho Haiti sau thảm họa động đất với chiều dài 4.681 km.
Natcom được miễn thuế hoàn toàn khi nhập khẩu vật tư, thiết bị để khắc phục hậu quả siêu bão Matthew năm 2016. Điều này giúp công ty tiết kiệm được số tiền lên đến 2 triệu USD.

## Sự kiện
7/9/2011 - Natcom chính thức được triển khai tại Haiti;
10/2018 - Natcom triển khai 4G tại Haiti.
8/2020 - Lợi nhuận của Natcom, thương hiệu của Viettel tại Haiti, đạt hơn 17 triệu USD, tăng 26,7% so với cùng kỳ, dòng tiền về đạt hơn 23 triệu USD, tăng 13%.
12/2021 - Natcom ra mắt hệ thống ví Natcash.

## Tập đoàn Viettel

Bản đồ các quốc gia có đầu tư của Viettel

| Châu Phi   | Châu Phi | Châu Mỹ    | Châu Mỹ | Châu Á    | Châu Á  |
| ---------- | -------- | ---------- | ------- | --------- | ------- |
| Burundi    | Lumitel  | Haiti      | Natcom  | Campuchia | Metfone |
| Cameroon   | Nexttel  | Perú       | Bitel   | Lào       | Unitel  |
| Mozambique | Movitel  |            |         | Myanmar   | Mytel   |
| Tanzania   | Halotel  | Đông Timor | Telemor |           |         |
|            |          | Việt Nam   | Viettel |           |         |